# Guna
No induismo, guna são três aspectos que caracterizam os comportamentos/qualidade, estado mental, ou fenómeno natural (sāttvika, rājasika, tāmasika); um conceito filosófico e psicológico desenvolvido pela escola hindu samkhya. E segundo esta filosofia: sāttvika é puro ou equilíbrio; rājasika é movimento, e; tāmasika é obscuro ou violência.

## Sattva
Ser, existência ou entidade, tem sido traduzido por equilíbrio, ordem e pureza. Este guna implica que uma pessoa com tendências sáttvicas tenha um estado mental positivo e coerente. Psicologicamente é afectuosa, calma, desperta, altruísta e lúcida. Tem grande amor pela meditação, filosofia e actividades espirituais.

## Rajas
Originalmente, atmosfera, ar, firmamento: Gera actividade. Este tipo de actividade é explicado pelo termo yogakshem. Yogakshem é composto por duas palavras: yoga e kshem. Yoga, neste contexto, significa adquirir algo que não se possui. Kshem significa perder algo que já se tem. Rajas é a força que cria desejos para adquirir coisas novas e temores de perder aquilo que já se tem. Estes desejos e medos conduzem à actividade. (Rajas não tem qualquer relação etimológica com a palavra raja.) As pessoas com tendências rajásicas são muito dinâmicas, egocêntricas, consumistas, ambiciosas, vaidosas, sempre preocupadas e inquietas, com fome de poder, riqueza e prestígio. 

## Tamas
Originalmente, escuridão, obscuridade: Tem sido traduzido como inércia, negativo, letárgico, entorpecido ou lento. Geralmente, está associado à escuridão, à ilusão ou ignorância. Uma qualidade tamásica indica que uma pessoa tem um estado mental auto-destrutivo, caótico ou embotado. Essa pessoa dedica-se constantemente a atividades destrutivas, criminosas ou imorais, ou então é muito preguiçosa, pouco ambiciosa, passiva, ignorante e inconsciente, vivendo o dia-a-dia de modo banal, embrutecido e conformista.